# Dicée à croupion jaune
Prionochilus xanthopygius
Espèce
Statut de conservation UICN

 LC  : Préoccupation mineure
Le Dicée à croupion jaune (Prionochilus xanthopygius) est une espèce de passereau placée dans la famille des Dicaeidae.

## Répartition
On le trouve à Brunei, en Indonésie et Malaisie.

## Habitat
Il habite les forêts humides tropicales et subtropicales.